# السلطة البحرية الأردنية
 السلطة البحرية الأردنية هي وكالة حكومة تأسست بمرسوم ملكي في 16 أغسطس 2002 وقامت بهدف تنظيم وتطوير ومراقبة قطاع النقل البحري في الأردن.